# セレクトリックス
セレクトリックス（Selectrix）はデジタル式の鉄道模型の制御装置で1980年代初頭にドイツのDöhler & Haasがトリックス向けに開発した。原型となるシステムはトリックスによって独自に排他的に商業化された。1999年2社は相互に排他的なライセンスを止める事に合意し、セレクトリックスは広く規格が認証されたヨーロッパの複数の装置製造会社から支援を受けるようになった。ヨーロッパ鉄道模型協会MOROPはセレクトリックスを欧州鉄道模型標準規格の規格に部分的にカバーしている。
セレクトリックスは技術的には主要な競合相手であるDCCよりも先進的である。セレクトリックスのバスの転送速度はDCCよりも速く、動力車に搭載されるデコーダは他のシステムのデコーダと比較すると小型である。データは毎秒13回送出される。セレクトリックスのバスはリアルタイムであり、パケットベースのプロトコルのDCCやメルクリンのMFXと対照的である。更にアドレスの数はどの追加された機能においても現在のDCCデコーダ(100から10000)よりも小さい。セレクトリックスのバスは112のアドレスが使用でき、112台の動力車か8x112機の分岐器や混合して割り当てる事が可能である。セレクトリックスとDCC、それぞれのシステムに得失がある。セレクトリックスの最小のデコーダは厚みが2mm以下でZゲージやNゲージに適している。
このシステムに使用するコンピュータのチップはDöhler & Haasが独占的に供給する。複数の製造会社はD&Hのチップを元に製品を生産する。最も重要な製造会社はトリックス、Rautenhaus と Müt-Digirailである。DCC技術とは異なりセレクトリックスの部材は全てのレベルにおいて複数の製造者間で互いに互換性が保たれており自由に組んで使用できる。
複数の車両の速度と進行方向を独立して制御できる。運転にはロコモーティブ・デコーダーと呼ばれる装置を車両に搭載する必要があり、制御装置から流れてくるデーターを分離して車両のライト等複数の機能を制御する。
分岐器や信号機等固定された装置もデジタル制御可能である。分岐器にはファンクションデコーダを接続する必要がある。分岐の作業は手動または識別のシステムアドレスで切り替える事が可能である。
セレクトリックスに使用されている技術はDoehler & Haass (D & H)によって開発された。セレクトリックスはニュルンベルクのトリックス社の商標として登録されていたがDoehler & Haassも許諾を受けている。車載デコーダーは大半がDoehler & Haassによって供給される。DCC-/セレクトリックスに両方対応するデコーダーはBetrieb UhlenbrockとSelectrix decoder electronics of CTが開発した。
セレクトリックスのバージョン1は規格化されたプロトコル(NEM NEM 680と681)を使用する。この信号は軌道上と同様に素子間のバスケーブルも同様に認識する。これらの間の通信は(DCCとは対照的に)同様に規格化されている。
アドレスはDCCシステムと比較してかなり異なる。(MOROP NEM 681を参照)基本データーアドレスは7個のデーターパケットからなる。(7台の動力車に対応)次のアドレスははデータパケットである。毎秒13回データが送信され全てのシステムアドレスのデータは繰り返される。速度や制御信号を変えると1/13秒後に実行される。その為セレクトリックスのバスはリアルタイムである。一方、DCCとメルクリンmfxのパケットオリエンテッドプロトコルは個々の装置に依存する。次に割り当てることの出来るアドレスの数は最近のDCCデコーダーのアドレス(100から10000)よりも少ない。セレクトリックスのプロトコルで設定はデコーダーに依存する。

## セレクトリックスバス
データバスは双方向で同期されている。これにより多くの自動機能を制御コンピュータから分離せずセレクトリックスセントラルユニットのソフトウェアのみで行うことが出来る。
双方向のデータバスの信号はSX－バスで入手できる。SXバスの規格化された接続端子は5ピンのDIN 45500プラグとソケットである。セレクトリックスの付属品との接続は自由で互いに閉じた円や鎖状や芋づる式に接続される。SXバスはいかなる種類のセレクトリックスの付属品にも対応する。ブースターをセントラルユニットや他のセレクトリックスシステムと互いに接続する為にはPXバスによって出来る。軌道上のSXバスの信号は直接セントラルユニット(またはブースター)から軌道からの2本の線を通して取得出来る。軌道上の信号は双方向ではない。
SXバスのデータ信号はバスのメモリーアドレスを直列的に毎秒13回送信される。SXバスは0から127までの8ビットの128のアドレスを持つ。最初の112のアドレス(0-111)は鉄道模型の制御に一般的に用いられる。(112-127)の15のアドレスはシステム内部の用途の為に確保されている。
セレクトリックスの車載デコーダーを制御する為には8ビットの1つのSXアドレスが必要である。1つのセレクトリックスのバスで最大112台の動力車を個別に制御可能である。もしこのシステムのセントラルユニットで1台以上のSXバスを使用するならば最初の1台(SX0)のみを軌道に接続して動力車の制御に使用できる。
もしセレクトリックスのバスアドレスが分岐器や信号機や他の付属品の制御に使用されたら1つのSXバスのアドレスで最大8個まで制御できる。
この場合SXアドレスの1ビットで2値(0と1)が分岐器の位置に対応する。
フィードバックの為の検出器は軌道上またはデコーダーの電流消費の検出を基にしている。なぜならシステムデコーダーはバスアドレスを互いに直接制御の為に割り当てているからである。その為、信号によって保護された区間に車両がある場合、占有された検出器を使用することで自動的に信号機を停止位置に切り替え出来る。

## 車載デコーダ
セレクトリックスの車載デコーダは伝統的に競合するシステムと比較して小型である。この理由はセレクトリックスがNゲージやZゲージの鉄道模型を対象としていたからである。車載デコーダには速度制御に5ビットが割り当てられる。これにより前後進で32段階の速度が与えられる。大半のセレクトリックスのデコーダーは内部では128段階を使用する。さらにセレクトリックスのデコーダーでの速度制御は動力車の前照灯と尾灯や1つの追加された機能に対応する。もしより多くの機能が必要であるならセレクトリックスデコーダにSUSIバスを装備することでサウンドデコーダー等に対応できる。
セレクトリックスデコーダはデコーダーが軌道上の非対称のSX信号(一本のダイオードを整流器として使用した場合に発生する)を検出した場合に作動する自動ブレーキの機能がある。この機能は車両の前方の信号が赤の場合に車両を即座に停止する事に使用される。
最近のセレクトリックスデコーダーは軌道上の動力車を見つける為にデコーダのIDが送信されるようになっている。送信機能の使用にはセレクトリックスの送信機能のあるデコーダが必要である。
両方のシステムの利点と欠点についてはセレクトリックスの支持者が強調する定速運転のように異なる意見がある。
セレクトリックスのプロトコルでは互換性を確保する為に機能は制限されアドレス数も限られている。
セレクトリックスは主に歴史的な経緯によりNやZやTTのような小型模型に対応する為に長年小型化されてきた。